# Чжоу Боци
Чжо́у Боци́ (кит. 周伯琦, 1298–1369) — китайский придворный поэт времён империи Юань. Чжоу родился в Жаочжоу (ныне Боян), но вырос в Пекине и в начале своей карьеры работал там магистратом, а затем старшим составителем Императорской академии. Он был хорошо известен своей каллиграфией с печатью.